# Dodo (Tanzania)
Dodo è una circoscrizione rurale (rural ward) della Tanzania situata nel distretto di Chake Chake, regione di Pemba Sud. Conta una popolazione di 4 268 abitanti (censimento 2012).